# Božićna šunka
Božićna šunka ili jol šunka je tradicionalno praznično jelo koje se služi tokom božićne večere. Najčešće se nalazi na trpezi u severnoj Evropi i Anglosferi. Način pripreme se razlikuje u zavisnosti od mesta do mesta.
Veruje se da je tradicionalno jedenje šunke evoluiralo od paganskog rituala žrtvovawa divlje svinje u čast nordijskom bogu Frejeru tokom žetvenih praznika. Hrišćansko usvajanje ove tradicije vezuje se za proslavu Dana Svetog Stefana (Stevanjdan). 

## Švedska tradicija
Centralni deo tradicionalnog božićnog švedskog stola (za Božić se naziva julbol) zauzima velika božićnja šunka. To je najčešće sušena šunka koja je skuvana ili pečena, a potom premazana prelivom od jaja, senfa i prezli. Tako prelivena šunka se ponovo vraća u rernu da bi se premaz zapekao.

## Australijska tradicija
Šunka je tradicionalno jelo koje se nalazi na većini stolova za vreme Božića. Kuva se i služi na različite načine, zavisno od dela zemlje, a mnoge porodice dodaju posebne sastojke, čineći šunku važnim delom božićne trpeze.
Kako Božić u Australiji dolazi početkom leta, mnogi vernici današnjice ne poslužuju tradicionalnu toplu večeru, već hladnu šunku uz sezonsku salatu. Ostaci božićne šunke se često zamrzavaju i koriste za pripremu kasnijih jela, kao što su supe i slično.

## Bibliografija
- Tidholm, P., & Lija, A. (2014). „Culture-Tradition: Christmas: A Family Affair”. Sweden.se. Архивирано из оригинала 12. 03. 2021. г. Приступљено 12. 12. 2020.